# 채링크로스 다리 (모네)
채링 크로스 다리(영어: Charing Cross Bridge)는 프랑스 예술가 클로드 모네가 그린 유화 연작이다. 영국 런던의 안개 낀 채링크로스교와 템스강의 풍경을 인상주의 화풍으로 그려냈다. 1899년부터 1905년까지 총 37점의 그림이 그려졌다.
각 그림마다 똑같은 다리를 소재로 삼으면서도 각기 다른 독특한 묘사가 담긴 것이 특징이다. 예컨대 모네는 다양한 대기 상태를 표현하기 위해 서로 다른 색상 조합을 사용한다. 어떤 작품은 기차, 시계탑, 선박 등의 세부묘사를 살렸지만, 다른 작품에서는 그려지지 않았다.
오늘날 채링크로스 다리 연작은 전 세계 박물관에 흩어져 있으며, 미국 시카고 미술관과 볼티모어 미술관, 보스턴 미술관, 온타리오 미술관, 마드리드의 티센보르네미사 미술관 등이 주요 소장처이다.

## 배경
1870년 프로이센-프랑스 전쟁이 발발하면서 영국으로 망명한 모네는 처음으로 런던을 방문했다. 산업혁명을 거치던 런던의 자욱한 안개 풍경에 매혹된 모네는 이곳에 언젠가 돌아오기로 마음먹었다. 학계에서는 모네가 런던의 안개 풍경과 마찬가지로 동시대 화가였던 조지프 말로드 윌리엄 터너와 제임스 맥닐 휘슬러의 작품에도 매료되어 영감을 얻었다고 추정한다. 이후 모네는 1899년 런던으로 돌아와 사보이 호텔에 방을 마련했는데, 이곳은 시야가 탁 트여 있어 런던 풍경 연작을 시작하기에 안성맞춤이었다.
1899년~1905년 모네는 도시 풍경 연작을 위해 런던을 주기적으로 여행했다. 그 가운데 템스강의 채링크로스교를 그린 그림은 총 37점이 남았다. 모네는 다리 외에도 국회의사당과 워털루 다리를 비롯한 런던의 다른 명소도 화폭에 담았다. 모네가 그린 그림은 전부 런던에서 작업에 들어갔으나, 그 가운데 대다수는 프랑스 지베르니에 있는 화실에서 완성했다. 이 때문에 평론가들 사이에서는 이 그림들이 정확한 풍경을 묘사한 것인지 의문을 제기하는 시각도 존재한다. 다만 최근 연구에서는 그림 속 태양의 위치를 분석한 결과를 통해 모네의 그림들이 "정확한 관찰에 기반한 요소가 들어가 있으며, 작중 묘사되는 빅토리아 시대의 스모그와 대기상태를 대신한 지표로 잠정 판단된다"는 결론을 내리고 있다.

## 묘사

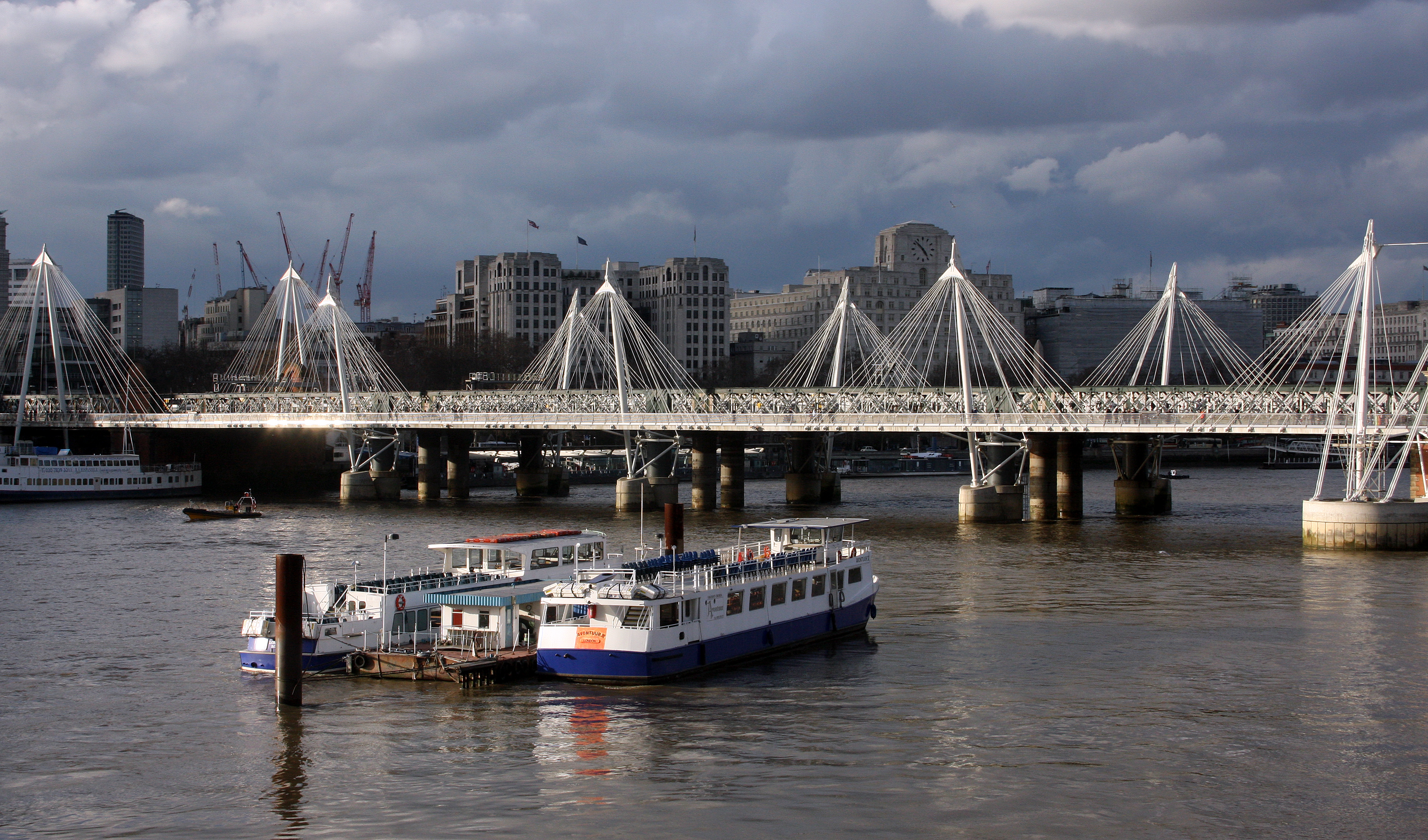
영국 런던의 채링크로스교와 템스강

37점의 그림에서 몇가지 공통점을 발견할 수 있는데, 특히 수평선을 따라 얇은 선을 사용하여 채링크로스교를 묘사하고 있다. 다리는 모든 그림에 걸쳐 일관된 모습이지만, 실제 다리를 그대로 재현하고 있지는 않다. 존 스위트넘은 "실제 다리와 비교하면, 갑판의 견고하고 열린 부분을 하나로 묶고 수평성이 보다 극명한 덩어리로 압축했음을 알 수 있다"고 설명한다.
공통점이 있는가 하면 그림마다 눈에 띄는 차이점도 발견된다. 특정 버전에서 모네는 다리를 가로지르며 연기를 내뿜는 희미한 기차를 포함시킨다. 어떤 그림은 왼쪽 하단 모서리에 작은 배를 묘사하고, 어떤 그림은 오른쪽 상단 모서리에 빅 벤과 빅토리아 타워를 묘사한다. 그러나 이 탑이라는 것도 그림자 같은 윤곽선으로나 표현되어 있다. 레베카 스턴은 모네가 "(채링크로스) 연작에서 표준화된 시간의 모든 기록을 모호하게 만들었다"고 본다.

## 해석
이 연작에서 모네는 다양한 빛과 대기 조건 하에 똑같은 대상을 표현하고 있다. 특히 모네는 끊임없이 변하는 런던 안개가 다리의 형상에 영향을 준 모습과 맞닥뜨린 동시에 매료되었다. 각각의 작품마다 모네가 "전면에 퍼져 있는 똑같은 빛"이라 정의했던 '앙벨로프'(enveloppe)의 조명하에 다리를 묘사하고 있다. 존 하우스는 이 앙벨로프 개념과 관련하여 "그림을 단독으로든 여럿이든 전시할 때마다 색깔 망토 같은 대기가 모네 본인이 추구했던 내적 일관성과 통일성을 부여할 수 있게 만들고 있다"고 해설한다. 실제로 모네는 평생에 걸쳐 색상을 통한 분위기 조성을 실험하였으며 이는 건초더미, 루앙 대성당, 수련 연작에서도 드러난다.
모네는 본인의 과거 작업을 바탕으로 하는 것 외에도 동시대 화가들이 놓은 기반을 바탕으로 작업하였다. 모네가 흥미를 느꼈던 특정 대상과 외부 자연 세계 사이의 상호 작용은 터너의 작품세계에서도 드러난다. 스위트넘은 "지나가는 기차가 있는 채링크로스 다리는 터너의 작품처럼 대상과 조명이 완전히 융합된 표상을 이루었다"고 주장한다. 터너의 작업 외에도 채링 크로스 다리 연작은 휘슬러의 작업과도 유사하다. 휘슬러는 야상곡 그림에서 런던을 회화의 접근 대상으로 만들기 위해 노력했고 성공했다. 모네도 그림에서 런던을 표현하려 했지만, 휘슬러가 사용했던 동일한 차분한 색상으로는 도시를 표현하지 않았다. 하우스는 모네의 접근 방식이 "동시대 화가들과는 매우 다르다"며, "모네의 안개는 섬세하지만 끝없이 다양한 색상 조화로 가득 차 있다"고 본다.

## 작품 목록
| 1902년 | 제목                                                                                             | 날짜          | 크기        | 소장처                                                                          | 국가     | 등록번호 |
| --- | ------------------------------------------------------------------------------------------------ | ------------- | ----------- | ------------------------------------------------------------------------------- | -------- | -------- |
| 캔버스에 유채 |                                                                                                  |               |             |                                                                                 |          |          |
| | 런던 템스강 채링크로스 다리 (La Tamise à) Charing Cross Bridge, Londres                          | 1899년        | 65×92cm     | 버몬트주 셸번 박물관 옛 엘렉트라 헤이브마이어 웹 컬렉션                         | 미국     | W 1521   |
| | 채링크로스 다리 Charing Cross Bridge                                                             | 1899년        | 66×82cm     | 샌타바버라 미술관                                                               | 미국     | W 1522   |
| | 채링크로스 다리 Charing Cross Bridge                                                             | 1899년        | 65×92cm     | 하치오지시 무라우치 미술관                                                      | 일본     | W 1523   |
| | 채링크로스 다리 Charing Cross Bridge                                                             | 1899년        | 65×81cm     | 개인소장                                                                        |          | W 1524   |
| | 채링크로스 다리 Charing Cross Bridge                                                             | 1902년        | 65×100cm    | 도쿄 국립서양미술관                                                             | 일본     | W 1525   |
| | 채링크로스 다리, 흐림 Charing Cross Bridge, temps couvert                                        | 1900년        | 60.5×91.5cm | 보스턴 미술관                                                                   | 미국     | W 1526   |
| | 채링크로스 다리 Charing Cross Bridge                                                             | 1901년        | 65×92cm     | 시카고 미술관                                                                   | 미국     | W 1527   |
| | 채링크로스 다리 Charing Cross Bridge                                                             | 1903년        | 65×81cm     | 개인소장, 1995년 크리스티 경매                                                  |          | W 1528   |
| | 채링크로스 다리 Charing Cross Bridge                                                             | 1902년        | 65×81cm     | 카디프 국립박물관 마가렛 데이비스 컬렉션                                        | 영국     | W 1529   |
| | 채링크로스 다리 Le Pont de Charing Cross                                                         | 1900년        | 66×73cm     | 인디애나폴리스 미술관                                                           | 미국     | W 1530   |
| | 채링크로스 다리 Charing Cross Bridge                                                             | 1899년        | 65×81cm     | 마드리드 티센보르네미사 미술관                                                  | 스페인   | W 1531   |
| "Charing Cross Bridge, reflets sur la Tamise" (1899~1901년) de Claude Monet - Baltimore Museum of Art - Inv. 1945.94 (W 1532) | 채링크로스 다리, 템스강에 비친 모습 Charing Cross Bridge, reflets sur la Tamise                  | 1899년~1901년 | 65×100cm    | 메릴랜드주 볼티모어 볼티모어 미술관                                             | 미국     | W 1532   |
| | 채링크로스 다리, 지나가는 기차 Charing Cross Bridge, trains se croisant                          | 1902년        | 65×92cm     | 개인소장                                                                        |          | W 1533   |
| | 채링크로스 다리, 지나가는 기차 Charing Cross Bridge, trains se croisant                          | 1902년        | 73×92cm     | 개인소장                                                                        |          | W 1534   |
| Charing Cross Bridge, fumée dans le brouillard, impression (1902) Claude Monet - Musée Marmottan Monet (W 1535)               | 채링크로스 다리, 안개 속의 연기, 인상 Charing Cross Bridge, fumée dans le brouillard, impression | 1902년        | 73×92cm     | 파리 마르모탕 모네 박물관                                                       | 프랑스   | W 1535   |
| | 채링크로스 다리, 템스강 Charing-Cross Bridge, la Tamise                                          | 1903년        | 73×100cm    | 야마가타 미술관 요시노 컬렉션 (영구대여)                                        | 일본     | W 1536   |
| | 채링크로스 다리, 템스강 Charing-Cross Bridge, la Tamise                                          | 1903년        | 73×100cm    | 리옹 미술관                                                                     | 프랑스   | W 1537   |
| | 채링크로스 다리, 기차 건널목 Charing Cross Bridge, passage de trains                             | 1904년        | 73×92cm     | 개인소장                                                                        |          | W 1538   |
| | 채링크로스 다리, 저녁 효과 Charing Cross Bridge, effet du soir                                   | 1904년        | 73×100cm    | 개인소장                                                                        |          | W 1539   |
| "Charing Cross Bridge" (1902) by Claude Monet - National Trust, The Churchill Collection, Chartwell (Kent) (W 1540)           | 채링크로스 다리 Charing Cross Bridge                                                             | 1902년        | 65×92cm     | 잉글랜드 차트웰 내셔널 트러스트 윈스턴 처칠 컬렉션                              | 영국     | W 1540   |
| | 채링크로스 다리, 안개 Charing Cross Bridge, brouillard                                           | 1902년        | 73×92cm     | 토론토 온타리오 미술관                                                          | 캐나다   | W 1541   |
| | 채링크로스 다리 Charing Cross Bridge                                                             | 1899년~1901년 | 73×92cm     | 개인소장                                                                        |          | W 1542   |
| "Cleopatra’s Needle and Charing Cross Bridge" (1899) by Claude Monet - Mohamed Mahmoud Khalil Museum - Cairo (W 1543)         | 클레오파트라의 바늘과 채링크로스 다리 L’Aiguille de Cléopâtre et Charing Cross Bridge            | 1899년        | 73×100cm    | 카이로 모하메드 마흐무드 칼릴 박물관                                            | 이집트   | W 1543   |
| "L’Aiguille de Cléopâtre et Charing Cross Bridge" (1899) by Claude Monet (W 1544)                                             | 클레오파트라의 바늘과 채링크로스 다리 L’Aiguille de Cléopâtre et Charing Cross Bridge            | 1899년        | 65×81cm     | 개인소장, 2023년 소더비 경매                                                    |          | W 1544   |
| | Charing Cross Bridge                                                                             | 1904년        | 65×95cm     | 개인소장                                                                        |          | W 1545   |
| | 채링크로스 다리 Charing Cross Bridge                                                             | 1902년        | 65×100cm    | 개인소장                                                                        |          | W 1546   |
| | 채링크로스 다리 Charing Cross Bridge                                                             | 1902년        | 65×100cm    | 개인소장                                                                        |          | W 1547   |
| | 채링크로스 다리 Charing Cross Bridge                                                             | 1903년        | 73×100cm    | 세인트루이스 미술관                                                             | 미국     | W 1548   |
| "Charing Cross Bridge" (1903) by Claude Monet (W 1549)                                                                        | 채링크로스 다리 Charing Cross Bridge                                                             | 1903년        | 65×100cm    | 개인소장, 2019년 소더비 경매                                                    |          | W 1549   |
| | 채링크로스 다리 Charing Cross Bridge                                                             | 1899년~1901년 | 65×81cm     | 개인소장, 2018년 소더비 경매                                                    |          | W 1550   |
| | 채링크로스 다리 Charing Cross Bridge                                                             | 1899년~1901년 | 65×92cm     | 개인소장                                                                        |          | W 1551   |
| | 채링크로스 다리, 예인선과 함께 Charing Cross Bridge, avec remorqueurs                            | 1904년        | 65×100cm    | 개인소장                                                                        |          | W 1552   |
| | 런던, 채링크로스 다리 Londres, Charing Cross Bridge                                              | 1899년~1901년 | 65×81cm     | 개인소장                                                                        |          | W 1552a  |
| "Charing Cross Bridge (esquisse)" (1899~1901년) de Claude Monet - Musée Marmottan Monet (W 1553)                              | 채링크로스 다리 (스케치) Charing Cross Bridge (esquisse)                                         | 1899년~1901년 | 60×100cm    | 파리 마르모탕 모네 박물관                                                       | 프랑스   | W 1553   |
| | 채링크로스 다리, 템스강의 안개 Charing Cross Bridge, brouillard sur la Tamise                    | 1903          | 74×92.5cm   | 매사추세츠주 케임브리지 하버드 대학교 포그 미술관                               | 미국     | W 1554   |
| 종이에 파스텔 |                                                                                                  |               |             |                                                                                 |          |          |
| "Londres, Charing Cross Bridge" (1900 ou 1901) pastel par Claude Monet (CM8FI0-P83)                                           | 런던, 채링크로스 다리 Londres, Charing Cross Bridge                                              | 1901년        | 30×47cm     | 개인소장                                                                        |          | W P 83   |
| | 채링크로스 다리 Charing Cross Bridge                                                             | 1901년        | 31×48.5cm   | 트리톤재단 컬렉션 2012년 로테르담 쿤스탈에서 도난당해 화재로 소실된 것으로 추정 | 네덜란드 | W P 84   |
| | 채링크로스 다리 Charing Cross Bridge                                                             | 1901년        | 31×47cm     | 개인소장                                                                        |          | W P 85   |
| "Charing Cross Bridge, effet de soleil dans la brume" (1900 ou 1901) pastel de Claude Monet (W P86)                           | 채링크로스 다리, 안개 속의 태양 효과 Charing Cross Bridge, effet de soleil dans la brume         | 1901년        | 31×47.5cm   | 개인소장                                                                        |          | W P 86   |
| | 채링크로스 다리, 안개 Charing Cross Bridge, brouillard                                           | 1901년        | 30.5×46.5cm | 개인소장                                                                        |          | W P 87   |

## 같이 보기
- 건초더미 (모네)
- 국회의사당 (모네)
- 루앙 대성당 (모네)
- 수련 (모네)
- 워털루 다리 (모네)
- 클로드 모네의 작품 목록